# Котляр Василь Федорович
Васи́ль Фе́дорович Котляр (* 30 травня 1931, Горбанівка Полтавського району — †2 січня 2011) — український драматург та публіцист, заслужений журналіст України.

## Короткий життєпис
Закінчив Харківський юридичний інститут, з 1954 року працював в органах прокуратури Черкаської області, по тому — у Полтавській.
1961 року починає працю як журналіст — завідувач відділу обласної газети «Зоря Полтавщини», кореспондент ТАРС-РАТАУ, заступник редактора газети «Комсомолець Полтавщини». З 1966 року у складі Спілки журналістів СРСР.
Протягом 1969—1993 років очолював Полтавський обласний комітет по телебаченню і радіомовленню.
Нагороджений за журналістську діяльність орденами Трудового Червоного Прапора, «Знак Пошани», також медалями «За зразкову працю», «Ветеран праці» і почесними знаками: «Відмінник телебачення і радіо СРСР», «Відмінник цивільної оборони СРСР».
Був головою правління Полтавської організації Спілки журналістів СРСР, також обирався депутатом Полтавської міської Ради.
Після виходу на пенсію очолював Полтавський відділ Українського національного фонду «Взаєморозуміння і примирення».
Є автором численних багатьох художніх творів, лауреат обласних премій за літературну діяльність.

## Серед його творів
- «Шуми, діброво» (драма), 1959,
- водевіль «Любов — не пожежа», 1963, у співавторстві,
- «Полтавці не здаються», 1967, у співавторстві,
- інсценізував «Енеїду» Івана Котляревського, 1969,
- «Чиста криниця», 1973,
- «У гостях», 1974,
- «Шукайте жінку», 1981,
- «Облога», 1986,
- «Хлібом єдиним», 1986,
- «Любка», 1990,
- «Кривава пляма», 1996.

Його п'єси ставилися театрами Запоріжжя, Києва, Миколаєва, Полтави.
На слова Котляра писали музику Олександр Білаш, Віталій Філіпенко, Володимир Шаповаленко, Олексій Чухрай.